# Temple (Francia)
Temple era una comuna francesa que estaba situada en el departamento de Charente, de la región de Nueva Aquitania, que en 1845 pasó a formar parte de la comuna de Rouillac.

## Demografía
| Gráfica de evolución demográfica de Temple entre 1793 y 1831 |
|                                                              |

Los datos demográficos contemplados en este gráfico se han cogido de la página francesa EHESS/Cassini.